# Soyuz T-12
Soyuz T-12 fue una misión espacial soviética tripulada realizada en una nave Soyuz T. Fue lanzada el 17 de julio de 1984 desde el cosmódromo de Baikonur mediante un cohete Soyuz hacia la estación Salyut 7 con tres cosmonautas a bordo. Fue la séptima expedición a esa estación espacial.
La tripulación llevó experimentos, correo y otras cargas a la Salyut 7. El 25 de julio Dzhanibekov y Savitskaya realizaron una actividad extravehicular de 3 horas y 30 minutos, durante la cual Savitskaya se convirtió en la primera mujer en realizar una caminata espacial.

## Tripulación
- Vladimir Dzhanibekov (Comandante)
- Svetlana Savítskaya (Ingeniero de vuelo)
- Igor Volk (Especialista científico)

### Tripulación de respaldo
- Vladimir Vasyutin (Comandante)
- Yekaterina Ivanova (Ingeniero de vuelo)
- Viktor Savinykh (Especialista científico)